# Елгавский музей истории и искусства имени Гедерта Элиаса
Елгавский музей истории и искусства им. Гедерта Элиаса (латыш. Ģederta Eliasa Jelgavas Vēstures un mākslas muzejs) — исторический, краеведческий и художественный музей в Елгаве, расположенный в бывшем здании Academia Petrina — первого вуза на территории Латвии. В состав музея также входит дом-музей латышского драматурга Адольфа Алунана на ул. Филозофу, 3.

## История
Предшественником музея считается музей Курляндской губернии, основанный в 1818 году Курляндским обществом любителей литературы и искусств. После выселения остзейских немцев в 1940 году музей был ликвидирован, а его коллекция передана в собственность Государственного исторического музея.
В 1952 году музей вернулся в Елгаву, разместившись в восстановленном помещении Academia Petrina и получив около 6500 археологических экспонатов из музея Курляндской губернии, которые во время войны были вывезены из Риги в Германию, а позже возвращены в СССР.
После смерти Гедерта Элиаса в 1975 году музею было присвоено имя живописца-революционера и особым указом Министерства культуры ЛССР передано практически всё творческое наследие художника.

## Дом-музей Адольфа Алунана

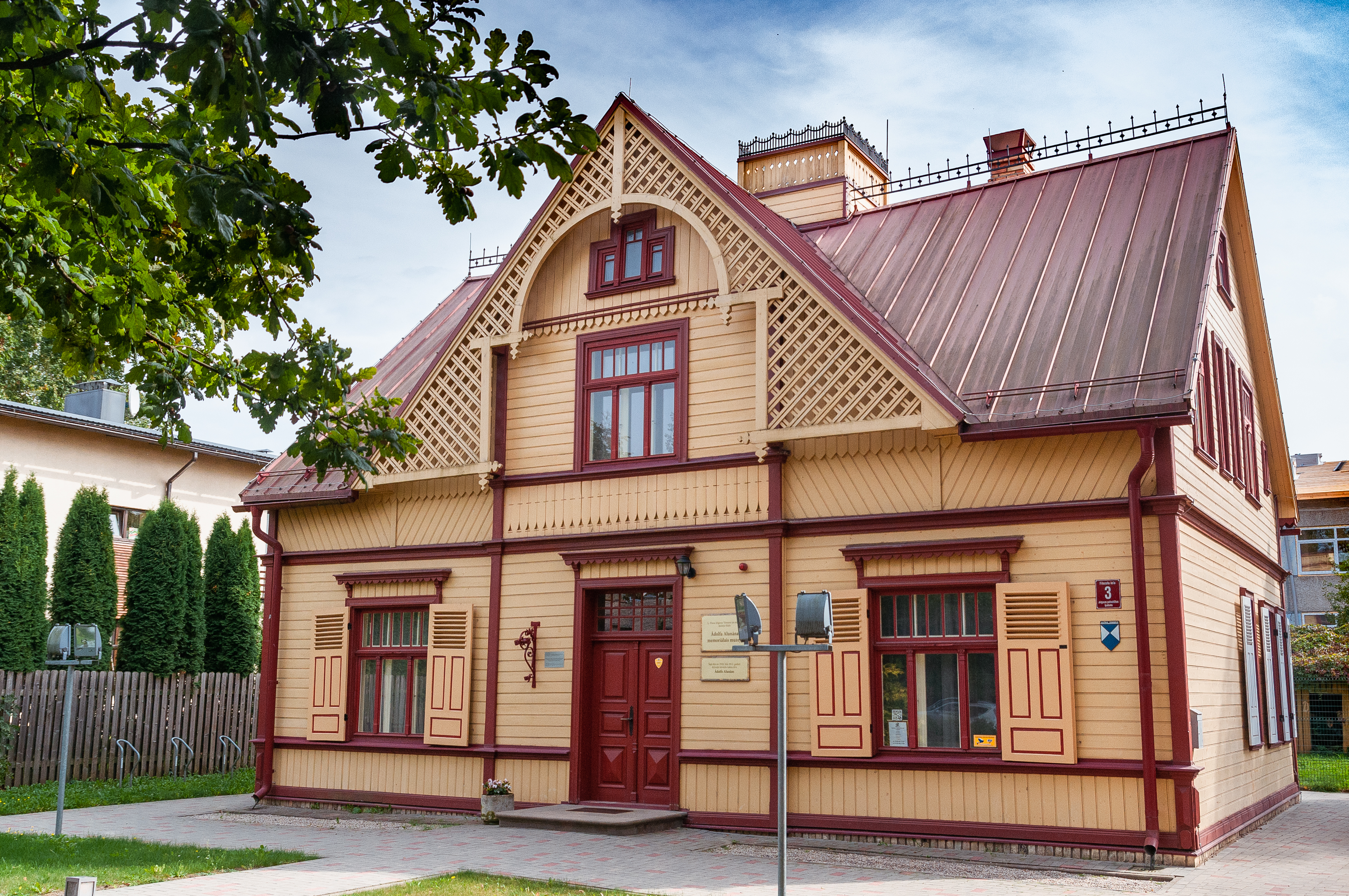
Дом-музей в 2018 году

Идея создания музея возникла в 1960-е годы на фоне приближающегося 120-летия со дня рождения драматурга и 100-летнего юбилея театра в Латвии. При активном участии режиссёра Елгавского народного театра Луции Нефёдовой и Адольфа Шванберга, внука Адольфа Алунана, ряд мемориальных экспонатов был вывезен из квартиры Алунана в Риге и передан Елгаве. Было также установлено, что последние годы жизни драматург провёл в доме № 3 на улице Филозофу.
Мемориальный музей был открыт на втором этаже здания 6 июня 1968 года. Изначально музей был подведомственен Народному театру, но позже перешёл в подчинение Музея истории и искусств. В 2010 году музей прошёл значительную реставрацию на средства Европейского союза.